# اومندورف (زاکسونی)-آنهالت
اومندورف (زاکسونی)-آنهالت (به آلمانی: Ummendorf) یک شهر در آلمان است که در Börde واقع شده‌است. اومندورف ۱٬۰۳۶ نفر جمعیت دارد.